# Taifa von Niebla

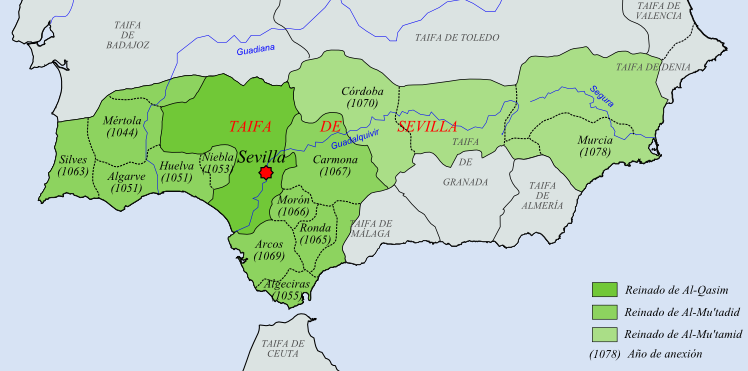
Kleinkönigreiche (taifas) in Andalusien

Die Taifa von Niebla (arabisch طائفة لبلة, DMG Ṭāʾifat Labla) war ein mittelalterliches, mit Unterbrechungen von 1023 bis zur Eroberung durch Heinrich von Kastilien (1262) existierendes islamisches Kleinkönigreich bei Sevilla im Zentrum Andalusiens.

## Geschichte
Das Kleinkönigreich existierte in der Zeit der Auflösung des Kalifats von Córdoba von 1023 bis 1053; von 1053 bis 1091 stand es unter der Kontrolle der Taifa-Reiches von Sevilla. Danach dominierten die marokkanischen Dynastien der Almoraviden (1091–1145) und Almohaden (1150–1234) über weite Teile des Maghreb und Andalusiens.

## Liste der Emire

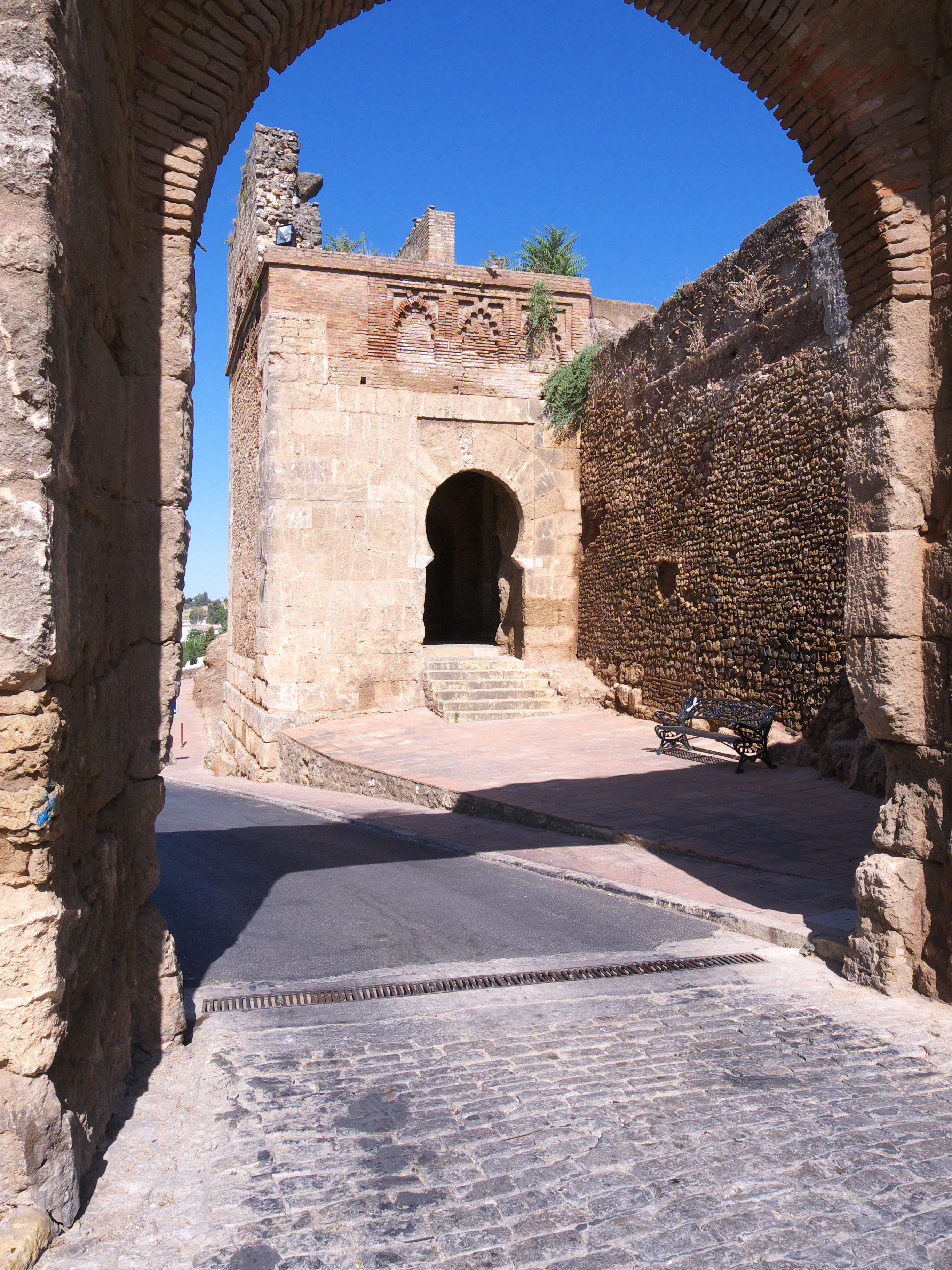
Abgewinkelter Torbau mit Hufeisenbogen der Kasbah von Niebla

### Yahsubiden-Dynastie
- Abu l-Abbas Ahmad, ca. 1023/4–1041/2
- Muhammad al-Yahsubi Izz ad-Daula, ca. 1041/2–1051/2
- Abu Nasr Fath, ca. 1051/2–1053/4

### Bitruyiden-Dynastie
- Yusuf al-Bitruyi, ca. 1145–1150
- al-Wahbi, ca. 1120–1150

### Mahfuziden-Dynastie
- Su'ayb, ca. 1234–1262